# Bautiran
Bautiran (en francès Beautiran) és un municipi francès situat al departament de la Gironda i a la regió de la Nova Aquitània.

## Demografia
| 1962                                       | 1968  | 1975  | 1982  | 1990  | 1999  | 2007  |
| ------------------------------------------ | ----- | ----- | ----- | ----- | ----- | ----- |
| 1.014                                      | 1.214 | 1.353 | 1.416 | 1.803 | 2.038 | 2.125 |
| Des de 1962: Població sense dobles comptes |       |       |       |       |       |       |

## Administració
| Període | Identitat   | Partit |
| ------- | ----------- | ------ |
| 2001-   | Yves Mayeux | PS     |